# Melexis
Melexis is een internationaal beursgenoteerd Belgisch bedrijf met hoofdzetel in Ieper (België). Het bedrijf ontwerpt, ontwikkelt en levert micro-elektronische oplossingen voor diverse sensortechnologieën, aandrijvingselementen en transceivers.

## Activiteiten
Melexis is een fabless halfgeleiderbedrijf en outsourcet dus het fabricageproces. Melexis ontwikkelt en test vooral kleine, slimme sensoren en aandrijvingselementen die in verscheidene toepassingen worden gebruikt. Het gaat om mixed signal-IC's en geïntegreerde sensor-IC's, zoals Hall-sensoren en microsystemen (MEMS). De meeste IC's zijn ontworpen voor de automobielsector. Melexis is nauw verbonden met de X-FAB Groep. Melexis heeft activiteiten in volgende sectoren:
- Automotive
- Transport
- Slimme toepassingen
- Domotica
- Industrieel
- Medisch

## Overige
- Het bedrijf handelde vroeger onder de naam Elex.
- Melexis heeft vestingen in onder andere Ieper, Tessenderlo, Sofia, Parijs, Grasse, Corbeil, Dresden, Düsseldorf, Bevaix en Kiev.

AB InBev ·
Ackermans & van Haaren ·
Aedifica ·
Ageas ·
Argenx ·
Azelis ·
Cofinimmo ·
D'Ieteren ·
Elia ·
Galapagos ·
GBL ·
KBC ·
Lotus Bakeries ·
Melexis ·
Sofina ·
Solvay ·
Syensqo ·
UCB ·
Umicore ·
WDP